# Желовь (деревня)
Желовь — деревня в Перемышльском районе Калужской области, в составе муниципального образования Сельское поселение «Деревня Большие Козлы».

## География
Расположено на обеих берегах реки Желовь в 22 километрах на северо-восток от районного центра — села Перемышль. Рядом село Ильинка.

## Население
| 2002 | 2010 |
| ---- | ---- |
| 1    | ↗8   |

## История
Поселение известно с петровских времён. В атласе Калужского наместничества, изданного в 1782 году, упоминается и нанесена на карты деревня Желовь Перемышльского уезда, 4 двора и по ревизии душ — 23.

Село Желовь Ирины Фёдоровны, Николая Иванова сына Хитровых. На правом берегу речки Желови, лес дровяной, крестьяне на оброке.— Описания и алфавиты к Калужскому атласу
В 1858 году деревня (вл.) Жалова (Ильинка) 1-го стана Перемышльского уезда, при речке Желове, 19 дворов — 163 жителя, по левой стороне Одоевского тракта.
В «Списке населённых мест Калужской губернии», изданного в 1914 году, упоминается как деревня Ильинка, Перемышльского уезда Калужской губернии, население — 236 человек
В годы Великой Отечественной войны деревня была оккупирована войсками Нацистской Германии с начала октября по 20 декабря 1941 года. Освобождена в ходе Калужской наступательной операции частями 50-й армии генерал-лейтенанта И. В. Болдина.